# エレクトラモーティブ
エレクトラモーティブ（Electramotive）は、1975年にドン・デベンドーフとジョン・ネップによって設立されたレーシングチーム、レーシングカーコンストラクターである。
日産車を使用して活動し、IMSA GT選手権（IMSA）を主戦場とした。1980年代後半にはVG30エンジンを独自にチューニングし、オリジナルマシンである日産・GTP ZX-Tに搭載してIMSA-GTPクラスを席巻したほか、日本の全日本スポーツプロトタイプカー耐久選手権（JSPC）にもVG30エンジンを供給した。
1989年にモータースポーツの部署がニッサン・パフォーマンス・テクノロジー(Nissan Performance Technology Incorporated、NPTI)へと改組され、公式に日産のワークス活動を担うようになった。
1990年にはル・マン24時間レースに日産・R90CKを2台エントリーし、1台がレース中のファステストラップを記録したがトラブルも頻発し、最終順位は1台が17位、もう1台はリタイアという成績だった。一方IMSAでは、GTP ZX-Tの後継車である日産・NPT-90を開発し、IMSA-GTPクラスでジャガー・XJR-10やトヨタ・イーグルMkIIIなどのライバルと激しい戦いを繰り広げた。
1992年にはNPT-90の後継車として日産・P35を開発した。このほか同年のデイトナ24時間レースで日産・R91CPが優勝した際の現地における後方支援なども行っている。
しかし、1993年3月にNPTIは活動を休止。NPTIは同年よりインディカー・ワールドシリーズ（後のチャンプカー・ワールド・シリーズ）へ参戦する計画を明らかにしていたため、この決定は唐突なものとなった。後に裏事情として「（インディカー参戦推進派だった）当時の北米日産の社長が病気で倒れたため、後任の社長が方針を大きく転換し、NPTIの解散を決めた」ことが明らかにされている。また日本の日産本体も当時経営難に陥っており（日産は1993年3月期に経常赤字に転落している）、日本の支援でNPTIを存続させることも不可能な状況だった。
ただし、エンジンのメンテナンスショップだけはジャンピエロ・モレッティのNPT-90のために活動を継続した。